# Carson Foster
Pour les articles homonymes, voir Foster.
Carson Forster, né le 26 octobre 2001 à Cincinnati, est un nageur américain spécialiste des épreuves de 4 nages.

## Palmarès

### Jeux olympiques
- Jeux olympiques d'été de 2024 à Paris ( France) :
  -  Médaille d'argent du 4 x 200 m nage libre.
  -  Médaille de bronze du 400 m 4 nages.

### Championnats du monde

#### Grand bassin
- Championnats du monde juniors de 2019 à Budapest ( Hongrie) :
  -  Médaille d'or du 200 m 4 nages
  -  Médaille d'or du 4 x 100 m nage libre
  -  Médaille d'or du 4 x 200 m nage libre
  -  Médaille d'argent du 200 m dos
- Championnats du monde de 2022 à Budapest ( Hongrie) :
  -  Médaille d'or du 4 x 200 m nage libre
  -  Médaille d'argent du 200 m 4 nages
  -  Médaille d'argent du 400 m 4 nages
- Championnats du monde de 2023 à Fukuoka ( Japon) :
  -  Médaille d'argent du 400 m 4 nages
  -  Médaille d'argent du relais 4 x 200 m nage libre[1].
- Championnats du monde de 2024 à Doha ( Qatar) :
  -  Médaille d'argent du 200 m 4 nages
  -  Médaille de bronze du 4 x 100 m nage libre
  -  Médaille de bronze du 4 x 200 m nage libre

#### Petit bassin
- Championnats du monde 2024 à Budapest :
  -  Médaille d'or du 4 × 200 m nage libre.
  -  Médaille d'argent du 400 m nage libre.
  -  Médaille d'argent du 400 m quatre nages.